# Mahi (Fluss)
Der Mahi ist ein ca. 580 km langer Fluss in den Bundesstaaten Madhya Pradesh, Rajasthan und Gujarat im Westen Indiens. Die mittlere Durchflussmenge beträgt 383 m³/s; in Trockenzeiten kann sie bis auf 0 zurückgehen und während der Monsunzeit auf über 10.000 m³/s ansteigen. Deshalb befinden sich an seinem Ufer keine Städte und Dörfer; die größte Stadt in seiner Nähe ist das ca. 7 km entfernt gelegene Vadodara (ehemals Baroda).

## Verlauf
Der Mahi entspringt im Südwesten des Vindhyagebirges südöstlich der Kleinstadt Sardarpur im Distrikt Dhar. Er fließt zunächst nach Norden, später dann in Richtung Südwesten, wo er einige Distrikte im äußersten Süden von Rajasthan berührt und im Mahi Bajaj Sagar Dam östlich von Banswara gestaut wird. Er mündet schließlich in den Golf von Khambhat, einem Teil der Arabischen See.

## Nutzung
Die Stauseen des Mahi dienen in erster Linie der Flussregulierung, aber auch der Stromerzeugung, der Trinkwassergewinnung und zu Bewässerungszwecken.

## Sonstiges
Nordöstlich von Sevaliya überquert der Narmada-Kanal den Fluss Mahi.